# Tadaoki Ishihara
Tadaoki Ishihara (Japans: 石原忠興 , Ishihara Tadaoki) (Kunitachi, Tokio, 13 januari 1940) is een hedendaags Japans componist en muziekpedagoog.

## Levensloop
Hij groeide als zoon van een boeddhistische Priester te midden van klanken van Japans-boeddhistische muziek op. Zijn studies deed hij aan het Kunitachi College of Music en studeerde aldaar af in 1966. Na zijn afstuderen studeerde hij nog twaalftonstechniek en ook heel intensief de klassieke Japanse instrumentaal- en vocaalmuziek. Van 1984 tot 1986 voltooide hij zijn studies in de Verenigde Staten van Amerika aan de Harvard University in Cambridge en aan het New England Conservatory in Boston, Massachusetts. Hij was heel onder indruk van George Russel.
Tegenwoordig is hij professor aan het Kunitachi College of Music en doceert orkestratie, compositie en muziektheorie.

## Compositie

### Werken voor orkest
- 1970 rev.1972 Jo-Ha-Kyu for Orchestra
- 1973 Gaka for Orchestra

### Werken voor harmonieorkest
- 1988 Movement for Wind Orchestra No. 2 - Savanna
- Movement for Wind Orchestra

### Kamermuziek
- 1969 Musica per Flauto e Pianoforte
- 1972 Tapestrie für Percussion-Ensemble

## Publicaties
- 1987 Perspectives for Teaching Music Theory
- 1992 Introduction to Musical Form
- 1993 The Correlation of Musical Structures in Popular Music
- 1995 Sonic design : The Views of Robert Cogan and Pozzi Escot
- 1998 The Secret Arts of Maurice Ravel: The Structure of Ecstasy and Gradation in "Bolero"
- 2001 A Study on Niccolò Paganini's Theme Analysis of "Capice XXIV"
- The Notes of the Symposium : Beyond the domain of music theory

- CiNii: DA13072558
- International Standard Name Identifier: 0000 0000 2161 0917
- Library of Congress Control Number: n81005028
- Bibliotheek van het Japanse parlement: 00020790
- Virtual International Authority File: 57927371
- WorldCat: E39PBJpYpvf8j7YBWDv6YT67pP